# Pyrografie

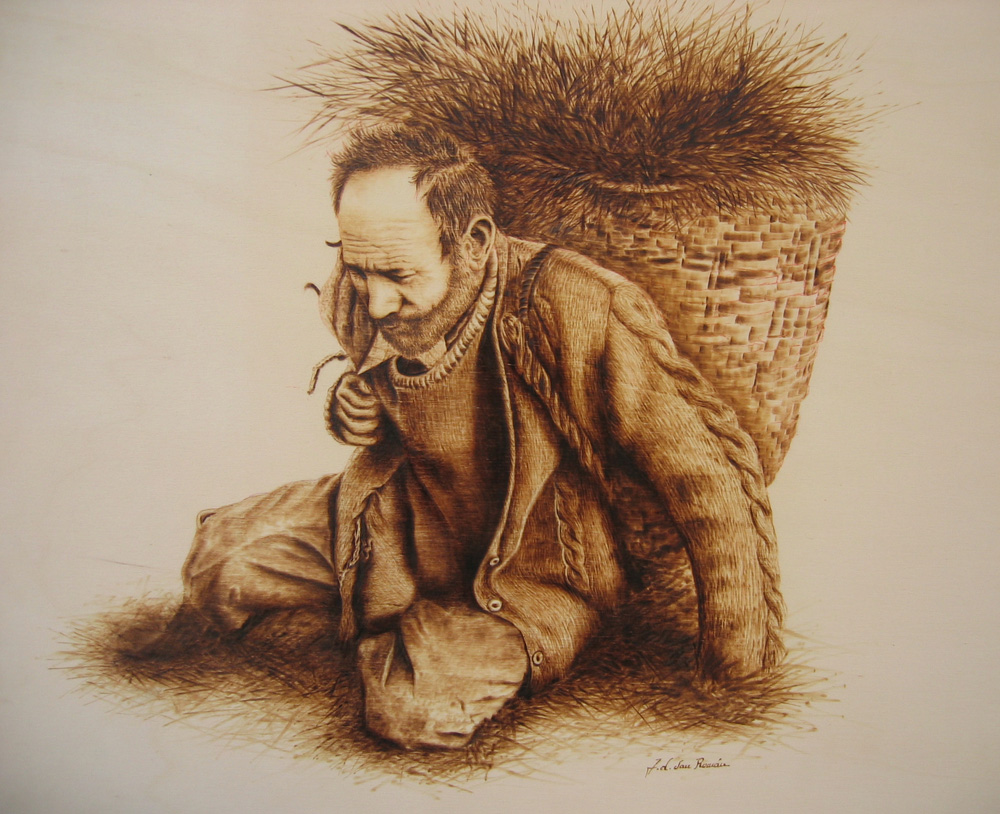
Een boer met een mand, door José Luis San Román

Pyrografie (van het Griekse πῦρ = vuur en γράφειν = schrijven) is een kunstvorm waarbij hout met hitte wordt bewerkt. Andere namen voor deze kunstvorm zijn houtbranden en brandschilderen. Ook als de techniek op andere materialen wordt toegepast, zoals leer of kunststof, wordt dit wel pyrografie genoemd. De techniek wordt zowel als hobby als professioneel uitgevoerd.
Door middel van pyrografie kan hout donkerder gemaakt worden door meer hitte toe te passen.  Hoe meer hitte wordt toegepast, hoe donkerder het hout kleurt. De hittetoevoer kan worden vergroot door het wattage van een voor de techniek gebruikt apparaat te verhogen of door het contact met het materiaal langer te laten duren.

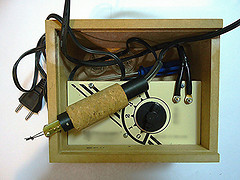
brandapparaat voor pyrografie

Door middel van de verschillen in kleur, doorgaans van bruin tot zwart, kunnen afbeeldingen worden gemaakt en kan tekst worden geschreven. Hiervoor wordt doorgaans eerst met bijvoorbeeld potlood een schets gemaakt op het materiaal, waarna dit met hitte wordt bewerkt.
Pyrografie kan met verschillende hulpmiddelen worden uitgevoerd, zoals met een soldeerbout, een speciaal voor pyrografie bedoeld brandapparaat of met een vergrootglas, gebruikmakend van zonlicht.
Niet alle houtsoorten zijn even geschikt voor pyrografie.